# قلهک (فیلم)
قلهک فیلمی کمدی به کارگردانی و تهیه‌کنندگی مصطفی شایسته و نویسندگی امیرحسین دواتگر محصول سال ۱۴۰۱ است.

## بازیگران
- هادی کاظمی
- گوهر خیراندیش
- نیما شعبان‌نژاد
- علیرضا استادی
- نسرین نصرتی
- هدیه بازوند
- یاسر جعفری
- الهام فراشاه